# Carbayal (Boal)
Carbayal es una aldea perteneciente a la parroquia de Rozadas, en el concejo de Boal, comarca de Eo-Navia, Principado de Asturias, España.
No hay dìsponibles datos referentes a su población (INE, 2013), y se encuentra a unos 500 m de altura sobre el nivel del mar. Dista aproximadamente 11 km de la capital del concejo, tomando desde ésta la carretera AS-22 en dirección a Vegadeo, desviándose a la derecha en Rozadas, por la carretera local FR-1 en dirección a La Braña, primero, y tras 1 km, a la izquierda por una pista asfaltada durante algo más de 1,5 km.